# Däuren Qystaubajew
Däuren „AdreN“ Qystaubajew (kasachisch Дәурен Қыстаубаев; * 4. Februar 1990) ist ein kasachischer E-Sportler in der Disziplin Counter-Strike: Global Offensive und ehemals in der Disziplin Counter-Strike.

## Karriere
Qystaubajew startete seine Karriere 2005 in der Disziplin Counter-Strike beim Team K23. Seit November 2009 spielte er unter dem Namen UNiTED. Nach zwei Jahren für UNiTED wechselte er im November 2011 zu NEXT.kz.
Im November 2012 wechselte er zu der Disziplin Counter-Strike: Global Offensive mit dem Team Virtus.pro. Mit seinem Team konnte er die StarLadder StarSeries V gewinnen. Nachdem er im Mai 2013 Virtus.pro verließ, wechselte er zum Team Astana Dragons. Mit Astana Dragons konnte Qystaubajew die Techlabs Cup 2013 Finals gewinnen und bei seinem ersten Major, die DreamHack Winter 2013, den 5.–8. Platz erzielen. Ab Februar 2014 spielte er für das Nachfolgeteam HellRaisers. Er erzielte beim Major ESL Major Series One Katowice 2014 erneut den 5.–8. Platz und bei der ESL One: Cologne 2014 den 9.–12. Platz. Überdies erzielte er einen dritten Platz bei der DreamHack Valencia 2014 und der StarLadder StarSeries X.
Nachdem er im September HellRaisers verlassen hatte, wechselte er im Oktober zum Team dAT. Dieses verließ Qystaubajew allerdings bereits im Januar 2015 und er ging zurück zu HellRaisers. 2015 erzielte er einen 13.–16. Platz bei der ESL One Katowice 2015, einen vierten Platz bei der Fragbite Masters Season 4, einen dritten Platz bei der CS:GO Champions League Season 1 und einen Sieg bei der Acer Predator Masters Season 1. Von Oktober 2015 bis Januar 2016 spielte er kurzzeitig für den Clan HS.GG.
Im Januar 2016 wechselte er zu Gambit Esports. Mit Gambit erzielte er im Major MLG Major Championship: Columbus 2016 den 9.–12. Platz und im Major ESL One Cologne 2016 das Viertelfinale. Überdies konnte er die Acer Predator Masters Season 3 und die DreamHack Open Winter 2016 gewinnen.
2017 startete für ihn mit einem 5.–8. Platz beim Eleague Major: Atlanta 2017, einem zweiten Platz bei der cs_summit 1 und einen Sieg bei der DreamHack Open Austin 2017. Im Juli 2017 konnte er das PGL Major: Kraków 2017 und damit seinen ersten Major-Titel gewinnen. Für seine Einzelleistungen im Major erhielt er die MVP-Auszeichnung als bester Spieler des Turniers. Das Jahr endete für Qystaubajew mit einem Sieg bei der ROG Masters 2017 und er wurde als 17. erstmals in die Liste der zwanzig besten Spieler des Jahres von HLTV gewählt.
2018 erzielte er im Eleague Major: Boston 2018 den 9.–11. Platz und den 20.–22. Platz im Faceit Major: London 2018. Zudem erreichte er das Halbfinale bei der DreamHack Masters Marseille 2018, der Intel Extreme Masters XIII - Shanghai und der ESL One: New York 2018. Im Oktober 2018 verließ er nach fast drei Jahren Gambit Esports.
Von Januar 2019 bis Mai 2019 spielte Qystaubajew als Ersatzspieler für die Organisation FaZe Clan. Er konnte in dieser Zeit die Eleague CS:GO Invitational 2019 und die Blast Pro Series: Miami 2019 gewinnen. Zudem erzielte er im Major Intel Extreme Masters XIII - Katowice Major 2019 den 5.–8. Platz. Im Juni wechselte er zum Team Avangar. Mit Avangar konnte er 2019 die Blast Pro Series: Moscow 2019 gewinnen, das Halbfinale in der DreamHack Open Rotterdam 2019 und im Major StarLadder Major: Berlin 2019 das Finale erreichen. Damit ist er der sechste Spieler, welche mit zwei verschiedenen Teams ein Major-Finale spielen konnte.
Im Dezember 2019 übernahm Virtus.pro das Team von Avangar, wobei er unter dem neuen Namen an die früheren Erfolge nicht anknüpfen konnte. Das beste Resultat war ein 4. Platz bei der ESL One: Road to Rio - CIS. Nachdem er im August 2020 bei Virtus.pro ersetzt wurde, wechselte er im Januar 2021 zum Team K23. Mit K23 erzielte er im StarLadder CIS RMR 2021 den vierten Platz. Im Oktober verließ er das Team.
Mit einem gewonnenen Preisgeld von 444.099,30 $ ist er nach Preisgeld einer der erfolgreichsten E-Sportler Kasachstans.

## Erfolge
| Jahr | Platz   | Turnier                          | Team           | Persönliches Preisgeld |
| ---- | ------- | -------------------------------- | -------------- | ---------------------- |
| 2013 | 1.      | StarLadder StarSeries V          | Virtus.pro     | 01.200 $               |
| 2013 | 2.      | StarLadder StarSeries VII        | Astana Dragons | 0800 $                 |
| 2013 | 1.      | Techlabs Cup 2013 Finals         | Astana Dragons | 02.000 $               |
| 2014 | 3. – 4. | DreamHack Summer 2014            | HellRaisers    | 0700 $                 |
| 2015 | 3. – 4. | DreamHack Open Tours 2015        | HellRaisers    | 0600 $                 |
| 2015 | 1.      | Acer Predator Masters Season 1   | HellRaisers    | 04.000 $               |
| 2016 | 1.      | Acer Predator Masters Season 3   | Gambit Gaming  | 05.000 $               |
| 2016 | 1.      | DreamHack Open Winter 2016       | Gambit Gaming  | 010.000 $              |
| 2017 | 2.      | cs_summit 1                      | Gambit Gaming  | 06.750 $               |
| 2017 | 1.      | DreamHack Open Austin 2017       | Gambit Gaming  | 010.000 $              |
| 2017 | 1.      | PGL Major: Kraków 2017           | Gambit Gaming  | 100.000 $              |
| 2017 | 1.      | ROG Masters 2017                 | Gambit Gaming  | 023.500 $              |
| 2018 | 3. – 4. | DreamHack Masters Marseille 2018 | Gambit Gaming  | 04.400 $               |
| 2028 | 3. – 4. | ESL One: New York 2018           | Gambit Gaming  | 05.000 $               |
| 2019 | 1.      | Eleague CS:GO Invitational 2019  | FaZe Clan      | 016.000 $              |
| 2019 | 3. – 4. | Blast Pro Series: Miami 2019     | FaZe Clan      | 025.000 $              |
| 2019 | 2.      | StarLadder Major: Berlin 2019    | Avangar        | 030.000 $              |
| 2022 | 1.      | Blast Pro Series: Moscow 2019    | Avangar        | 025.000 $              |
| 2020 | 3.      | WePlay! Clutch Island            | Virtus.pro     | 07.000 $               |